# Eleições legislativas portuguesas de 2005 no distrito de Beja
| Eleições legislativas portuguesas de 2005 Distritos: Aveiro \| Beja \| Braga \| Bragança \| Castelo Branco \| Coimbra \| Évora \| Faro \| Guarda \| Leiria \| Lisboa \| Portalegre \| Porto \| Santarém \| Setúbal \| Viana do Castelo \| Vila Real \| Viseu \| Açores \| Madeira \| Estrangeiro |

## Resultados por Concelho
Os resultados nos concelhos do Distrito de Beja foram os seguintes:

### Aljustrel
| Partido                 | Partido                        | Votos | %               | +/-  |
| ----------------------- | ------------------------------ | ----- | --------------- | ---- |
|                         | Partido Socialista             | 2 735 | 45,18 / 100,00  | 4,31 |
|                         | Coligação Democrática Unitária | 2 263 | 37,38 / 100,00  | 1,13 |
|                         | Partido Social Democrata       | 394   | 6,51 / 100,00   | 6,40 |
|                         | Bloco de Esquerda              | 302   | 4,99 / 100,00   | 2,89 |
|                         | PCTP/MRPP                      | 123   | 2,03 / 100,00   | 0,81 |
|                         | Partido Popular                | 105   | 1,73 / 100,00   | 0,76 |
|                         | Outros                         | 37    | 0,60 / 100,00   |      |
| Votos Inválidos         | Votos Inválidos                | 95    | 1,57 / 100,00   | 0,43 |
| Total                   | Total                          | 6 054 | 100,00 / 100,00 |      |
| Eleitorado/Participação | Eleitorado/Participação        | 9 178 | 65,96 / 100,00  | 5,98 |

| Freguesia             | %     | %     | %    | %    | %    | %    | Votantes |
| Freguesia             | PS    | CDU   | PSD  | BE   | PCTP | PP   | Votantes |
| --------------------- | ----- | ----- | ---- | ---- | ---- | ---- | -------- |
| Aljustrel             | 41,98 | 39,83 | 5,87 | 6,22 | 1,64 | 1,86 | 3 118    |
| Ervidel               | 37,27 | 43,04 | 9,06 | 4,99 | 2,49 | 1,44 | 762      |
| Messejana             | 55,65 | 27,58 | 6,13 | 4,19 | 2,42 | 0,97 | 620      |
| Rio de Moinhos        | 46,41 | 40,09 | 3,70 | 4,14 | 2,83 | 1,53 | 459      |
| São João de Negrilhos | 53,33 | 30,87 | 7,95 | 2,28 | 2,28 | 2,10 | 1 095    |
| Aljustrel             | 45,18 | 37,38 | 6,51 | 4,99 | 2,03 | 1,73 | 6 054    |

### Almodôvar
| Partido                 | Partido                        | Votos | %               | +/-   |
| ----------------------- | ------------------------------ | ----- | --------------- | ----- |
|                         | Partido Socialista             | 2 558 | 56,79 / 100,00  | 11,10 |
|                         | Partido Social Democrata       | 845   | 18,76 / 100,00  | 16,93 |
|                         | Coligação Democrática Unitária | 475   | 10,55 / 100,00  | 2,49  |
|                         | Bloco de Esquerda              | 274   | 6,08 / 100,00   | 3,79  |
|                         | Partido Popular                | 111   | 2,46 / 100,00   | 0,91  |
|                         | PCTP/MRPP                      | 70    | 1,55 / 100,00   | 0,31  |
|                         | Outros                         | 57    | 1,27 / 100,00   |       |
| Votos Inválidos         | Votos Inválidos                | 114   | 2,53 / 100,00   | 0,66  |
| Total                   | Total                          | 4 504 | 100,00 / 100,00 |       |
| Eleitorado/Participação | Eleitorado/Participação        | 7 582 | 59,40 / 100,00  | 2,87  |

| Freguesia                   | %     | %     | %     | %     | %    | %    | Votantes |
| Freguesia                   | PS    | PSD   | CDU   | BE    | PP   | PCTP | Votantes |
| --------------------------- | ----- | ----- | ----- | ----- | ---- | ---- | -------- |
| Aldeia dos Fernandes        | 56,78 | 16,33 | 14,07 | 6,03  | 0,50 | 2,01 | 398      |
| Almodôvar                   | 52,87 | 20,77 | 10,81 | 7,55  | 3,07 | 1,11 | 1 988    |
| Gomes Aires                 | 75,56 | 9,26  | 6,30  | 1,85  | 0,74 | 1,48 | 270      |
| Rosário                     | 53,43 | 14,63 | 13,73 | 11,94 | 2,69 | 2,09 | 335      |
| Santa Clara-a-Nova          | 56,37 | 19,34 | 10,38 | 4,48  | 1,42 | 2,12 | 424      |
| Santa Cruz                  | 61,49 | 17,18 | 9,32  | 3,73  | 2,90 | 2,69 | 483      |
| São Barnabé                 | 57,49 | 28,88 | 2,18  | 0,54  | 4,36 | 1,36 | 367      |
| Senhora da Graça de Padrões | 63,18 | 9,21  | 18,41 | 6,69  | 0,42 | 0,84 | 239      |
| Almodôvar                   | 56,79 | 18,76 | 10,55 | 6,08  | 2,46 | 1,55 | 4 504    |

### Alvito
| Partido                 | Partido                        | Votos | %               | +/-  |
| ----------------------- | ------------------------------ | ----- | --------------- | ---- |
|                         | Partido Socialista             | 660   | 47,08 / 100,00  | 7,06 |
|                         | Coligação Democrática Unitária | 344   | 24,54 / 100,00  | 0,53 |
|                         | Partido Social Democrata       | 219   | 15,62 / 100,00  | 8,47 |
|                         | Bloco de Esquerda              | 57    | 4,07 / 100,00   | 2,36 |
|                         | Partido Popular                | 46    | 3,28 / 100,00   | 1,77 |
|                         | PCTP/MRPP                      | 29    | 2,07 / 100,00   | 0,05 |
|                         | Outros                         | 10    | 0,71 / 100,00   |      |
| Votos Inválidos         | Votos Inválidos                | 37    | 2,64 / 100,00   | 0,31 |
| Total                   | Total                          | 1 402 | 100,00 / 100,00 |      |
| Eleitorado/Participação | Eleitorado/Participação        | 2 121 | 66,10 / 100,00  | 6,57 |

| Freguesia            | %     | %     | %     | %    | %    | %    | Votantes |
| Freguesia            | PS    | CDU   | PSD   | BE   | PP   | PCTP | Votantes |
| -------------------- | ----- | ----- | ----- | ---- | ---- | ---- | -------- |
| Alvito               | 33,33 | 31,21 | 20,28 | 3,83 | 4,96 | 2,13 | 705      |
| Vila Nova da Baronia | 60,98 | 17,79 | 10,90 | 4,30 | 1,58 | 2,01 | 697      |
| Alvito               | 47,08 | 24,54 | 15,62 | 4,07 | 3,28 | 2,07 | 1 402    |

### Barrancos
| Partido                 | Partido                        | Votos | %               | +/-   |
| ----------------------- | ------------------------------ | ----- | --------------- | ----- |
|                         | Partido Socialista             | 532   | 54,01 / 100,00  | 4,37  |
|                         | Coligação Democrática Unitária | 207   | 21,02 / 100,00  | 5,78  |
|                         | Partido Social Democrata       | 118   | 11,98 / 100,00  | 10,23 |
|                         | Partido Popular                | 31    | 3,15 / 100,00   | 2,58  |
|                         | Bloco de Esquerda              | 28    | 2,84 / 100,00   | 2,23  |
|                         | PCTP/MRPP                      | 27    | 2,74 / 100,00   | 0,49  |
|                         | Outros                         | 10    | 1,01 / 100,00   |       |
| Votos Inválidos         | Votos Inválidos                | 32    | 3,25 / 100,00   | 0,03  |
| Total                   | Total                          | 985   | 100,00 / 100,00 |       |
| Eleitorado/Participação | Eleitorado/Participação        | 1 623 | 60,69 / 100,00  | 1,48  |

| Freguesia | %     | %     | %     | %    | %    | %    | Votantes |
| Freguesia | PS    | CDU   | PSD   | PP   | BE   | PCTP | Votantes |
| --------- | ----- | ----- | ----- | ---- | ---- | ---- | -------- |
| Barrancos | 54,01 | 21,02 | 11,98 | 3,15 | 2,84 | 2,74 | 985      |
| Barrancos | 54,01 | 21,02 | 11,98 | 3,15 | 2,84 | 2,74 | 985      |

### Beja
| Partido                 | Partido                        | Votos  | %               | +/-  |
| ----------------------- | ------------------------------ | ------ | --------------- | ---- |
|                         | Partido Socialista             | 9 532  | 48,81 / 100,00  | 7,33 |
|                         | Coligação Democrática Unitária | 4 562  | 23,36 / 100,00  | 1,48 |
|                         | Partido Social Democrata       | 2 677  | 13,71 / 100,00  | 8,89 |
|                         | Bloco de Esquerda              | 1 187  | 6,08 / 100,00   | 3,44 |
|                         | Partido Popular                | 765    | 3,92 / 100,00   | 0,10 |
|                         | PCTP/MRPP                      | 255    | 1,31 / 100,00   | 0,60 |
|                         | Outros                         | 120    | 0,61 / 100,00   |      |
| Votos Inválidos         | Votos Inválidos                | 431    | 2,21 / 100,00   | 0,26 |
| Total                   | Total                          | 19 529 | 100,00 / 100,00 |      |
| Eleitorado/Participação | Eleitorado/Participação        | 29 948 | 65,21 / 100,00  | 4,50 |

| Freguesia                   | %     | %     | %     | %    | %    | %    | Votantes |
| Freguesia                   | PS    | CDU   | PSD   | BE   | PP   | PCTP | Votantes |
| --------------------------- | ----- | ----- | ----- | ---- | ---- | ---- | -------- |
| Albernoa                    | 51,89 | 30,46 | 9,45  | 3,15 | 1,05 | 2,10 | 476      |
| Baleizão                    | 27,66 | 52,81 | 4,69  | 9,53 | 1,41 | 2,03 | 640      |
| Beja (Salvador)             | 48,82 | 18,83 | 17,30 | 7,99 | 3,45 | 0,70 | 3 128    |
| Beja (Santa Maria da Feira) | 49,88 | 20,93 | 14,59 | 6,22 | 3,83 | 1,67 | 1 672    |
| Beja (Santiago Maior)       | 48,45 | 26,50 | 10,45 | 7,41 | 2,99 | 1,35 | 4 008    |
| Beja (São João Baptista)    | 42,09 | 12,05 | 25,67 | 6,73 | 8,95 | 0,56 | 3 775    |
| Beringel                    | 58,37 | 20,09 | 11,27 | 3,57 | 2,57 | 1,34 | 896      |
| Cabeça Gorda                | 57,08 | 28,78 | 5,62  | 2,13 | 1,35 | 3,26 | 890      |
| Mombeja                     | 68,61 | 16,59 | 3,14  | 4,48 | 2,69 | 1,79 | 223      |
| Nossa Senhora das Neves     | 60,95 | 22,86 | 6,00  | 3,90 | 1,43 | 2,10 | 1 050    |
| Quintos                     | 46,15 | 38,46 | 8,14  | 1,81 | 4,17 | 0    | 221      |
| Salvada                     | 38,66 | 44,65 | 7,99  | 2,43 | 2,28 | 2,28 | 701      |
| Santa Clara de Louredo      | 53,24 | 32,22 | 3,14  | 6,29 | 1,38 | 1,77 | 509      |
| Santa Vitória               | 49,54 | 35,55 | 6,24  | 3,90 | 2,52 | 0,92 | 436      |
| São Brissos                 | 37,31 | 50,75 | 5,97  | 4,48 | 0    | 0    | 67       |
| São Matias                  | 57,98 | 16,25 | 16,25 | 2,24 | 2,80 | 1,96 | 357      |
| Trigaches                   | 65,90 | 17,38 | 5,57  | 5,25 | 2,30 | 0,66 | 305      |
| Trindade                    | 56,57 | 27,43 | 6,29  | 4,00 | 4,00 | 1,14 | 175      |
| Beja                        | 48,81 | 23,36 | 13,71 | 6,08 | 3,92 | 1,31 | 19 529   |

### Castro Verde
| Partido                 | Partido                        | Votos | %               | +/-  |
| ----------------------- | ------------------------------ | ----- | --------------- | ---- |
|                         | Partido Socialista             | 2 015 | 50,86 / 100,00  | 6,07 |
|                         | Coligação Democrática Unitária | 1 024 | 25,85 / 100,00  | 0,31 |
|                         | Partido Social Democrata       | 376   | 9,49 / 100,00   | 7,37 |
|                         | Bloco de Esquerda              | 289   | 7,29 / 100,00   | 4,10 |
|                         | Partido Popular                | 89    | 2,25 / 100,00   | 0,94 |
|                         | PCTP/MRPP                      | 83    | 2,09 / 100,00   | 0,58 |
|                         | Outros                         | 30    | 0,75 / 100,00   |      |
| Votos Inválidos         | Votos Inválidos                | 56    | 1,41 / 100,00   | 0,90 |
| Total                   | Total                          | 3 962 | 100,00 / 100,00 |      |
| Eleitorado/Participação | Eleitorado/Participação        | 6 311 | 62,78 / 100,00  | 5,80 |

| Freguesia                | %     | %     | %     | %    | %    | %    | Votantes |
| Freguesia                | PS    | CDU   | PSD   | BE   | PP   | PCTP | Votantes |
| ------------------------ | ----- | ----- | ----- | ---- | ---- | ---- | -------- |
| Casével                  | 52,11 | 26,76 | 6,57  | 6,57 | 1,41 | 4,69 | 213      |
| Castro Verde             | 51,56 | 21,66 | 11,94 | 9,00 | 2,52 | 1,39 | 2 378    |
| Entradas                 | 43,72 | 37,00 | 7,40  | 4,04 | 1,35 | 2,91 | 446      |
| Santa Bárbara de Padrões | 56,19 | 27,51 | 4,37  | 4,37 | 2,62 | 2,62 | 687      |
| São Marcos da Ataboeira  | 40,76 | 41,18 | 6,30  | 5,46 | 0,84 | 3,78 | 238      |
| Castro Verde             | 50,86 | 25,85 | 9,49  | 7,29 | 2,25 | 2,09 | 3 962    |

### Cuba
| Partido                 | Partido                        | Votos | %               | +/-  |
| ----------------------- | ------------------------------ | ----- | --------------- | ---- |
|                         | Partido Socialista             | 1 321 | 47,88 / 100,00  | 2,28 |
|                         | Coligação Democrática Unitária | 905   | 32,80 / 100,00  | 3,86 |
|                         | Partido Social Democrata       | 232   | 8,41 / 100,00   | 8,32 |
|                         | Bloco de Esquerda              | 85    | 3,08 / 100,00   | 1,82 |
|                         | Partido Popular                | 66    | 2,39 / 100,00   | 0,61 |
|                         | PCTP/MRPP                      | 57    | 2,07 / 100,00   | 0,29 |
|                         | Outros                         | 16    | 0,57 / 100,00   |      |
| Votos Inválidos         | Votos Inválidos                | 77    | 2,79 / 100,00   | 0,82 |
| Total                   | Total                          | 2 759 | 100,00 / 100,00 |      |
| Eleitorado/Participação | Eleitorado/Participação        | 4 139 | 66,66 / 100,00  | 4,00 |

| Freguesia        | %     | %     | %     | %    | %    | %    | Votantes |
| Freguesia        | PS    | CDU   | PSD   | BE   | PP   | PCTP | Votantes |
| ---------------- | ----- | ----- | ----- | ---- | ---- | ---- | -------- |
| Cuba             | 45,54 | 33,12 | 9,66  | 2,93 | 2,88 | 1,78 | 1 739    |
| Faro do Alentejo | 53,93 | 36,91 | 1,83  | 2,09 | 0,79 | 1,57 | 382      |
| Vila Alva        | 50,00 | 26,17 | 10,07 | 6,04 | 2,35 | 3,69 | 298      |
| Vila Ruiva       | 51,18 | 32,35 | 7,94  | 2,35 | 1,76 | 2,65 | 340      |
| Cuba             | 47,88 | 32,80 | 8,41  | 3,08 | 2,39 | 2,07 | 2 759    |

### Ferreira do Alentejo
| Partido                 | Partido                        | Votos | %               | +/-  |
| ----------------------- | ------------------------------ | ----- | --------------- | ---- |
|                         | Partido Socialista             | 2 851 | 55,13 / 100,00  | 7,10 |
|                         | Coligação Democrática Unitária | 1 187 | 22,95 / 100,00  | 0,01 |
|                         | Partido Social Democrata       | 515   | 9,96 / 100,00   | 8,94 |
|                         | Bloco de Esquerda              | 211   | 4,08 / 100,00   | 2,21 |
|                         | Partido Popular                | 151   | 2,92 / 100,00   | 0,86 |
|                         | PCTP/MRPP                      | 115   | 2,22 / 100,00   | 0,21 |
|                         | Outros                         | 50    | 0,96 / 100,00   |      |
| Votos Inválidos         | Votos Inválidos                | 91    | 1,76 / 100,00   | 0,58 |
| Total                   | Total                          | 5 171 | 100,00 / 100,00 |      |
| Eleitorado/Participação | Eleitorado/Participação        | 8 032 | 64,38 / 100,00  | 4,67 |

| Freguesia               | %     | %     | %     | %    | %    | %    | Votantes |
| Freguesia               | PS    | CDU   | PSD   | BE   | PP   | PCTP | Votantes |
| ----------------------- | ----- | ----- | ----- | ---- | ---- | ---- | -------- |
| Alfundão                | 64,30 | 15,51 | 9,35  | 4,30 | 2,80 | 1,68 | 535      |
| Canhestros              | 53,37 | 23,93 | 10,12 | 3,37 | 3,07 | 2,76 | 326      |
| Ferreira do Alentejo    | 51,29 | 23,84 | 12,17 | 4,58 | 3,30 | 2,09 | 2 819    |
| Figueira dos Cavaleiros | 55,56 | 27,67 | 6,22  | 3,33 | 2,22 | 3,22 | 900      |
| Odivelas                | 67,73 | 13,66 | 5,81  | 2,33 | 3,49 | 1,45 | 344      |
| Peroguarda              | 62,35 | 23,48 | 5,26  | 4,05 | 0,40 | 1,62 | 247      |
| Ferreira do Alentejo    | 55,13 | 22,95 | 9,96  | 4,08 | 2,92 | 2,22 | 5 171    |

### Mértola
| Partido                 | Partido                        | Votos | %               | +/-     |
| ----------------------- | ------------------------------ | ----- | --------------- | ------- |
|                         | Partido Socialista             | 2 404 | 47,52 / 100,00  | 5,46    |
|                         | Coligação Democrática Unitária | 1 637 | 32,36 / 100,00  | 0,17    |
|                         | Partido Social Democrata       | 378   | 7,47 / 100,00   | 7,00    |
|                         | Bloco de Esquerda              | 202   | 3,99 / 100,00   | 2,67    |
|                         | PCTP/MRPP                      | 160   | 3,16 / 100,00   | 0,02    |
|                         | Partido Popular                | 110   | 2,17 / 100,00   | Estável |
|                         | Outros                         | 40    | 0,80 / 100,00   |         |
| Votos Inválidos         | Votos Inválidos                | 128   | 2,53 / 100,00   | 0,06    |
| Total                   | Total                          | 5 059 | 100,00 / 100,00 |         |
| Eleitorado/Participação | Eleitorado/Participação        | 7 943 | 63,69 / 100,00  | 4,64    |

| Freguesia                 | %     | %     | %     | %    | %    | %    | Votantes |
| Freguesia                 | PS    | CDU   | PSD   | BE   | PCTP | PP   | Votantes |
| ------------------------- | ----- | ----- | ----- | ---- | ---- | ---- | -------- |
| Alcaria Ruiva             | 41,07 | 39,96 | 8,47  | 1,84 | 3,13 | 2,21 | 543      |
| Corte do Pinto            | 44,08 | 34,82 | 6,69  | 3,60 | 3,43 | 3,09 | 583      |
| Espírito Santo            | 54,69 | 26,53 | 5,31  | 1,63 | 4,08 | 2,04 | 245      |
| Mértola                   | 48,88 | 33,30 | 6,49  | 4,95 | 2,34 | 1,06 | 1 880    |
| Santana de Cambas         | 44,51 | 29,48 | 12,72 | 2,70 | 4,05 | 3,08 | 519      |
| São João dos Caldeireiros | 43,16 | 35,14 | 6,37  | 7,55 | 2,83 | 2,83 | 424      |
| São Miguel do Pinheiro    | 53,48 | 26,04 | 7,36  | 2,58 | 4,37 | 2,58 | 503      |
| São Pedro de Solis        | 56,45 | 15,59 | 11,83 | 4,84 | 5,38 | 2,69 | 186      |
| São Sebastião dos Carros  | 47,16 | 36,36 | 3,41  | 3,41 | 2,27 | 5,11 | 176      |
| Mértola                   | 47,52 | 32,36 | 7,47  | 3,99 | 3,16 | 2,17 | 5 059    |

### Moura
| Partido                 | Partido                        | Votos  | %               | +/-   |
| ----------------------- | ------------------------------ | ------ | --------------- | ----- |
|                         | Partido Socialista             | 4 686  | 59,33 / 100,00  | 10,18 |
|                         | Coligação Democrática Unitária | 1 569  | 19,87 / 100,00  | 1,10  |
|                         | Partido Social Democrata       | 796    | 10,08 / 100,00  | 8,71  |
|                         | Bloco de Esquerda              | 284    | 3,60 / 100,00   | 2,24  |
|                         | Partido Popular                | 227    | 2,87 / 100,00   | 1,76  |
|                         | PCTP/MRPP                      | 140    | 1,77 / 100,00   | 0,74  |
|                         | Outros                         | 61     | 0,77 / 100,00   |       |
| Votos Inválidos         | Votos Inválidos                | 135    | 1,71 / 100,00   | 0,15  |
| Total                   | Total                          | 7 898  | 100,00 / 100,00 |       |
| Eleitorado/Participação | Eleitorado/Participação        | 14 199 | 55,62 / 100,00  | 7,19  |

| Freguesia                   | %     | %     | %     | %    | %    | %    | Votantes |
| Freguesia                   | PS    | CDU   | PSD   | BE   | PP   | PCTP | Votantes |
| --------------------------- | ----- | ----- | ----- | ---- | ---- | ---- | -------- |
| Amareleja                   | 46,27 | 37,27 | 5,43  | 3,65 | 1,86 | 3,18 | 1 288    |
| Moura (Santo Agostinho)     | 61,13 | 12,13 | 15,37 | 4,42 | 3,85 | 0,48 | 2 102    |
| Moura (São João Baptista)   | 64,66 | 14,26 | 9,12  | 5,20 | 3,09 | 1,52 | 2 040    |
| Póvoa de São Miguel         | 64,30 | 9,31  | 17,29 | 1,11 | 2,22 | 1,55 | 451      |
| Safara                      | 61,69 | 19,71 | 10,02 | 2,38 | 1,91 | 2,70 | 629      |
| Santo Aleixo da Restauração | 61,03 | 23,71 | 5,15  | 1,29 | 3,13 | 2,39 | 544      |
| Santo Amador                | 45,64 | 43,96 | 4,36  | 0,67 | 0,67 | 2,68 | 298      |
| Sobral da Adiça             | 62,27 | 21,43 | 6,41  | 1,65 | 3,30 | 2,38 | 546      |
| Moura                       | 59,33 | 19,87 | 10,08 | 3,60 | 2,87 | 1,77 | 7 898    |

### Odemira
| Partido                 | Partido                        | Votos  | %               | +/-  |
| ----------------------- | ------------------------------ | ------ | --------------- | ---- |
|                         | Partido Socialista             | 8 006  | 55,79 / 100,00  | 7,96 |
|                         | Coligação Democrática Unitária | 2 516  | 17,53 / 100,00  | 0,13 |
|                         | Partido Social Democrata       | 1 820  | 12,68 / 100,00  | 8,50 |
|                         | Bloco de Esquerda              | 660    | 4,60 / 100,00   | 2,98 |
|                         | Partido Popular                | 450    | 3,14 / 100,00   | 1,93 |
|                         | PCTP/MRPP                      | 316    | 2,20 / 100,00   | 0,37 |
|                         | Outros                         | 205    | 1,43 / 100,00   |      |
| Votos Inválidos         | Votos Inválidos                | 377    | 2,63 / 100,00   | 0,10 |
| Total                   | Total                          | 14 350 | 100,00 / 100,00 |      |
| Eleitorado/Participação | Eleitorado/Participação        | 22 307 | 64,33 / 100,00  | 5,18 |

| Freguesia                  | %     | %     | %     | %    | %    | %    | Votantes |
| Freguesia                  | PS    | CDU   | PSD   | BE   | PP   | PCTP | Votantes |
| -------------------------- | ----- | ----- | ----- | ---- | ---- | ---- | -------- |
| Bicos                      | 60,56 | 22,54 | 7,89  | 1,41 | 1,41 | 3,66 | 355      |
| Boavista dos Pinheiros     | 63,89 | 18,92 | 4,10  | 4,10 | 2,38 | 3,44 | 756      |
| Colos                      | 53,32 | 19,46 | 12,18 | 3,01 | 4,75 | 1,90 | 632      |
| Longueira / Almograve      | 53,30 | 26,09 | 6,92  | 3,54 | 4,83 | 0,97 | 621      |
| Luzianes-Gare              | 48,51 | 29,70 | 8,91  | 2,31 | 1,98 | 3,63 | 303      |
| Odemira (Santa Maria)      | 45,56 | 22,84 | 15,31 | 5,06 | 5,56 | 1,36 | 810      |
| Odemira (São Salvador)     | 56,15 | 18,04 | 13,44 | 5,39 | 2,39 | 1,68 | 1 131    |
| Pereiras-Gare              | 48,48 | 31,31 | 5,05  | 1,52 | 1,52 | 5,05 | 198      |
| Relíquias                  | 64,63 | 18,88 | 8,16  | 3,06 | 1,70 | 1,36 | 588      |
| Saboia                     | 65,01 | 10,24 | 11,34 | 4,56 | 2,90 | 2,49 | 723      |
| Santa Clara-a-Velha        | 66,59 | 10,40 | 11,73 | 3,54 | 2,43 | 2,21 | 452      |
| São Luís                   | 47,65 | 23,43 | 17,63 | 3,53 | 2,59 | 1,96 | 1 276    |
| São Martinho das Amoreiras | 64,59 | 11,26 | 12,15 | 1,48 | 2,96 | 2,37 | 675      |
| São Teotónio               | 59,13 | 16,34 | 9,13  | 5,19 | 2,74 | 2,89 | 2 772    |
| Vale de Santiago           | 41,87 | 39,66 | 8,87  | 2,71 | 1,48 | 2,46 | 406      |
| Vila Nova de Milfontes     | 51,25 | 14,92 | 16,56 | 7,25 | 3,86 | 1,55 | 2 125    |
| Zambujeira do Mar          | 56,93 | 9,11  | 14,80 | 7,59 | 5,12 | 1,52 | 527      |
| Odemira                    | 55,79 | 17,53 | 12,68 | 4,60 | 3,14 | 2,20 | 14 350   |

### Ourique
| Partido                 | Partido                        | Votos | %               | +/-   |
| ----------------------- | ------------------------------ | ----- | --------------- | ----- |
|                         | Partido Socialista             | 1 780 | 49,82 / 100,00  | 10,58 |
|                         | Partido Social Democrata       | 986   | 27,60 / 100,00  | 11,17 |
|                         | Coligação Democrática Unitária | 461   | 12,90 / 100,00  | 0,16  |
|                         | Partido Popular                | 81    | 2,27 / 100,00   | 0,30  |
|                         | Bloco de Esquerda              | 69    | 1,93 / 100,00   | 0,56  |
|                         | PCTP/MRPP                      | 44    | 1,23 / 100,00   | 0,70  |
|                         | Outros                         | 42    | 1,18 / 100,00   |       |
| Votos Inválidos         | Votos Inválidos                | 110   | 3,08 / 100,00   | 0,93  |
| Total                   | Total                          | 3 573 | 100,00 / 100,00 |       |
| Eleitorado/Participação | Eleitorado/Participação        | 5 464 | 65,39 / 100,00  | 2,80  |

| Freguesia        | %     | %     | %     | %    | %    | %    | Votantes |
| Freguesia        | PS    | PSD   | CDU   | PP   | BE   | PCTP | Votantes |
| ---------------- | ----- | ----- | ----- | ---- | ---- | ---- | -------- |
| Conceição        | 50,49 | 30,10 | 10,68 | 1,94 | 0,97 | 0    | 103      |
| Garvão           | 47,78 | 23,52 | 17,78 | 2,78 | 0,74 | 2,04 | 540      |
| Ourique          | 53,28 | 26,64 | 10,59 | 2,79 | 1,98 | 0,99 | 1 614    |
| Panoias          | 50,83 | 15,44 | 24,70 | 0,95 | 3,80 | 1,66 | 421      |
| Santa Luzia      | 47,66 | 22,66 | 23,05 | 0,39 | 1,56 | 1,17 | 256      |
| Santana da Serra | 42,88 | 43,04 | 3,13  | 2,19 | 1,88 | 1,10 | 639      |
| Ourique          | 49,82 | 27,60 | 12,90 | 2,27 | 1,93 | 1,23 | 3 573    |

### Serpa
| Partido                 | Partido                        | Votos  | %               | +/-  |
| ----------------------- | ------------------------------ | ------ | --------------- | ---- |
|                         | Partido Socialista             | 3 653  | 41,94 / 100,00  | 7,99 |
|                         | Coligação Democrática Unitária | 3 134  | 35,98 / 100,00  | 1,54 |
|                         | Partido Social Democrata       | 962    | 11,04 / 100,00  | 8,39 |
|                         | Bloco de Esquerda              | 334    | 3,83 / 100,00   | 2,49 |
|                         | Partido Popular                | 247    | 2,84 / 100,00   | 0,44 |
|                         | PCTP/MRPP                      | 139    | 1,60 / 100,00   | 0,47 |
|                         | Outros                         | 60     | 0,68 / 100,00   |      |
| Votos Inválidos         | Votos Inválidos                | 181    | 2,08 / 100,00   | 0,20 |
| Total                   | Total                          | 8 710  | 100,00 / 100,00 |      |
| Eleitorado/Participação | Eleitorado/Participação        | 14 476 | 60,17 / 100,00  | 4,66 |

| Freguesia                | %     | %     | %     | %    | %    | %    | Votantes |
| Freguesia                | PS    | CDU   | PSD   | BE   | PP   | PCTP | Votantes |
| ------------------------ | ----- | ----- | ----- | ---- | ---- | ---- | -------- |
| Aldeia Nova de São Bento | 35,06 | 40,03 | 13,00 | 3,17 | 3,44 | 1,97 | 1 831    |
| Brinches                 | 53,99 | 27,32 | 9,11  | 2,88 | 2,24 | 2,88 | 626      |
| Pias                     | 30,88 | 55,18 | 5,89  | 5,17 | 1,19 | 1,36 | 1 765    |
| Serpa (Salvador)         | 51,68 | 15,06 | 17,78 | 6,30 | 4,91 | 0,80 | 1 873    |
| Serpa (Santa Maria)      | 50,76 | 23,25 | 13,04 | 4,91 | 2,55 | 1,98 | 1 058    |
| Vale de Vargo            | 28,46 | 60,69 | 4,67  | 1,20 | 0,90 | 1,96 | 664      |
| Vila Verde de Ficalho    | 48,60 | 36,39 | 6,83  | 2,69 | 2,69 | 1,34 | 893      |
| Serpa                    | 41,94 | 35,98 | 11,04 | 3,83 | 2,84 | 1,60 | 8 710    |

### Vidigueira
| Partido                 | Partido                        | Votos | %               | +/-  |
| ----------------------- | ------------------------------ | ----- | --------------- | ---- |
|                         | Partido Socialista             | 1 821 | 53,65 / 100,00  | 6,19 |
|                         | Coligação Democrática Unitária | 750   | 22,10 / 100,00  | 0,82 |
|                         | Partido Social Democrata       | 411   | 12,11 / 100,00  | 6,97 |
|                         | Bloco de Esquerda              | 162   | 4,77 / 100,00   | 3,12 |
|                         | Partido Popular                | 83    | 2,45 / 100,00   | 1,80 |
|                         | PCTP/MRPP                      | 74    | 2,18 / 100,00   | 1,03 |
|                         | Outros                         | 21    | 0,63 / 100,00   |      |
| Votos Inválidos         | Votos Inválidos                | 72    | 2,12 / 100,00   | 0,25 |
| Total                   | Total                          | 1 957 | 100,00 / 100,00 |      |
| Eleitorado/Participação | Eleitorado/Participação        | 3 394 | 63,43 / 100,00  | 3,36 |

| Freguesia      | %     | %     | %     | %    | %    | %    | Votantes |
| Freguesia      | PS    | CDU   | PSD   | BE   | PP   | PCTP | Votantes |
| -------------- | ----- | ----- | ----- | ---- | ---- | ---- | -------- |
| Pedrógão       | 53,68 | 29,89 | 5,52  | 4,39 | 1,98 | 2,83 | 706      |
| Selmes         | 61,75 | 21,78 | 7,20  | 3,95 | 1,54 | 1,37 | 583      |
| Vidigueira     | 53,45 | 15,07 | 18,19 | 4,98 | 3,19 | 1,73 | 1 506    |
| Vila de Frades | 46,24 | 30,88 | 9,35  | 5,51 | 2,00 | 3,34 | 599      |
| Vidigueira     | 53,65 | 22,10 | 12,11 | 4,77 | 2,45 | 2,18 | 3 394    |